# Индийска калиграфия
Индийската калиграфия представя традицията на художественото писане в Индия. Калиграфията е вид изкуство, което служи за множество цели от самото си начало през II в. пр.н.е. Използва се, както за препис на религиозни текстове, така и като средство за комуникация.

## История

### Ранен период
Този период обхваща времето от II до VI век. Най-ранните запазени паметници на индийската калиграфия са надписите на древния индийски цар Ашока, които са изсечени върху каменни колони. Важни разновидности на тази писменост стават Харощи и Брахми. Появата им се датира от II век. Като материал, върху който се пише, е използвана брезова кора. В Индия тя се нарича Bhojpatra, където patra означава листа или кора на санскрит. Вместо хартия са използвани палмови листа, дори и след като хартията става достъпна в Индия. Листата се използват повсеместно, тъй като са подходящи за писане върху тях. Това допринася за развитие на елегантен и фигуративен ръкопис (калиграфията). Използват се и двете страни на листата, подреждат се едно върху друго, а след това се пробиват и съшиват с въже. По този начин са създадени ранните индийски ръкописи, които са разпространени в Югоизточна Азия през този период.

### Средновековие
Средновековният период обхваща времето от VI до XVI век. Около 500 г. индийската калиграфия започва да се разпространява по целия свят, след като индийските търговци, военни авантюристи, будистки монаси и мисионери разпространяват индийски калиграфии от Югоизточна Азия в Централна Азия. Голям брой концепции и идеи са създадени от края на 400-те до края на 1400-те години, в продължение на 1000 години. Гилгитската писменост е най-ранната видима форма на калиграфия в Индия, която датира от V и VI век. Най-ранните ръкописи са създадени между VII и IX век, а най-ранният илюстриран ръкопис в Южна Азия се появява около X век.
Персийското влияние създава уникални и важни разновидности на индийската калиграфия, въпреки че в Индия по това време има калиграфски традиции, но те са коренно различни от изписването на буквите, използвани в арабската и персийската калиграфия. Забележителните постижения на моголите включват изискани ръкописи, които обикновено са автобиографии и хроники.

### Съвременен период
От XVI век сикхизмът има важна роля в развитието на индийската калиграфия. Сикхите преписват на ръка своята свещена книга „Гуру Грантх Сахиб“, като я и илюстрират.
Целта на индийската калиграфия е не само средство за комуникация. Калиграфията спомага за формирането, както на езикова общност, така и за образуването на единност в други аспекти на живота. Богатото наследство на калиграфията е много важно, защото в Индия в началото на този период все още не е разпространено книгопечатането. Въпреки че в днешно време се използва предимно като вид изкуство, то до XVI век калиграфия е използвана като средство за комуникация.

## Особености на индийската калиграфия
Калиграфията в Индия най-често се използва за писане на свещени текстове. Някои членове на будистките монашески общности се обучават по калиграфия и отговарят за пренаписването на религиозни текстове. Джайнистите илюстрират своите ръкописи, които са посветени на светците на джайнизма. Тези ръкописи са направени върху палмови листа и брезови кори и включват изискани калиграфски надписи.